# À l'origine (album)
Pour les articles homonymes, voir À l'origine.
Albums de Benjamin Biolay
Clara et moi
(2004) Trash Yéyé
(2007)
À l'origine est le troisième album solo de Benjamin Biolay paru en mars 2005 chez Virgin Music.

## Liste des titres
| No  | Titre                                            | Durée |
| --- | ------------------------------------------------ | ----- |
| 1.  | À l'origine                                      | 6:23  |
| 2.  | Mon amour m'a baisé                              | 4:01  |
| 3.  | Ma chair est tendre                              | 3:29  |
| 4.  | Même si tu pars                                  | 4:13  |
| 5.  | Ground Zero Bar                                  | 4:08  |
| 6.  | Dans mon dos - Avec Michel Becquet               | 3:47  |
| 7.  | L'histoire d'un garçon                           | 4:01  |
| 8.  | Cours !                                          | 5:01  |
| 9.  | Paris, Paris ♥                                   | 3:16  |
| 10. | L'appât                                          | 4:14  |
| 11. | Me voilà bien                                    | 3:53  |
| 12. | Adieu triste amour - En duo avec Françoise Hardy | 3:28  |
| 13. | Tant le ciel était sombre                        | 6:36  |
| 14. | Mes peines de cœur                               | 4:05  |